# Livingston (famiglia)

Stemma della famiglia Livingston

La famiglia Livingston dello stato di New York è una delle più influenti dinastie statunitensi, originaria della Scozia. Nel XVII secolo, i Livingston migrarono prima nella Repubblica delle Sette Province Unite e successivamente nella Provincia di New York. Discendenti del 4° Lord Livingston, annoverano tra i propri membri firmatari della Dichiarazione d'indipendenza degli Stati Uniti d'America (Philip Livingston) e della Costituzione degli Stati Uniti (William Livingston). Diversi componenti della famiglia detennero il titolo di signori di Livingston Manor e Clermont Manor, situati lungo il fiume Hudson, nella parte orientale dello Stato di New York, nel corso del XVIII secolo.

## Panoramica

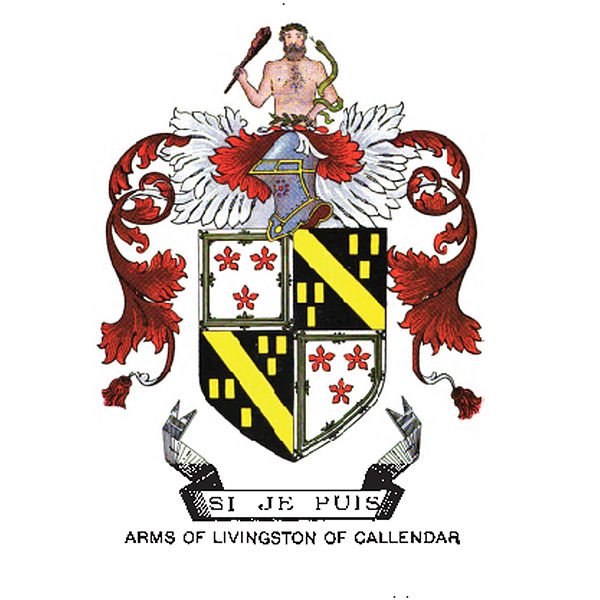
Stemma dei Livingston di Callendar

Tra i discendenti della famiglia Livingston si annoverano i presidenti degli Stati Uniti George H. W. Bush e George W. Bush, la First Lady Eleanor Roosevelt, la suffragista Elizabeth Cady Stanton, il deputato Bob Livingston della Louisiana, gran parte della facoltosa famiglia Astor, il governatore di New York Hamilton Fish e l’attrice Jane Wyatt.[citazione necessaria] I fratelli Collyer, noti per le loro eccentricità, sono ritenuti discendenti della famiglia Livingston.[citazione necessaria]
La cripta funeraria della famiglia Livingston fu istituita nel 1727 presso la Livingston Memorial Church and Burial Ground, nello Stato di New York. Liberty Hall (nota anche come William Livingston House) è la residenza costruita dal governatore del New Jersey William Livingston, firmatario della Costituzione degli Stati Uniti. Situata a Elizabethtown, nel New Jersey, è stata riconosciuta come National Historic Landmark ed è oggi gestita come museo all’interno del Liberty Hall Campus della Kean University.

## Esponenti di spicco
- John Livingstone (1603–1672), Ministro presbiteriano nei Paesi Bassi
- Robert Livingston il Vecchio (1654–1728), funzionario coloniale, commerciante di pellicce e uomo d'affari di New York, primo signore di Livingston Manor
- Philip Livingston (1686–1749), mercante, schiavista e politico americano
- Robert Livingston il Giovane (1663–1725), politico statunitense
- Robert Livingston (1688-1775), membro dell'assemblea coloniale di New York
- Gilbert Livingston (1690–1746)
- Robert Livingston (1718–1775),  avvocato e politico statunitense
- Philip Livingston (1716-1788), firmatario della Dichiarazione d'indipendenza degli Stati Uniti d'America
- William Livingston (1723- 1790), firmatario della Costituzione americana
- Robert Livingston (1708–1790), terzo e ultimo signore di Livingston Manor e Membro dell'Assemblea generale di New York
- James Livingston (1747-1832), patriota americano
- Edward Livingston (1764-1836), giurista, statistico e politico statunitense
- Henry Brockholst Livingston (1757-1823), Giudice federale degli Stati Uniti e ufficiale della guerra rivoluzionaria americana
- Robert R. Livingston (1746-1813), Ministro degli Stati Uniti in Francia; negoziatore per l'acquisto della Louisiana.